# Sally Ann Triplett
Sally Ann Triplett (Londra, 15 aprile 1962) è un'attrice e cantante inglese.
È nota soprattutto come interprete di musical a Londra e a Broadway e tra le sue apparizioni più famose si ricordano: The Best Little Whorehouse in Texas (Londra, 1981), The Rocky Horror Show (Londra, 1984), Chess (Londra, 1986), Follies (Londra, 1987), Carrie (Broadway, 1988), Grease (Londra, 1993), Cats (Londra, 1994), Anything Goes (Londra, 2002), Chicago (Londra, 2003), Guys and Dolls (Londra, 2006), The Last Ship (Broadway, 2014), Finding Neverland (Broadway, 2016) e Sweeney Todd (Off Broadway, 2018).